# Trichonta sedula
Trichonta sedula är en tvåvingeart som beskrevs av Gagne 1981. Trichonta sedula ingår i släktet Trichonta och familjen svampmyggor.
Artens utbredningsområde är Minnesota. Inga underarter finns listade i Catalogue of Life.